# Frederick Richard Maunsell
Sir Frederick Richard Maunsell, KCB (* 4. September 1828; † 29. Oktober 1916) war ein britischer General.

## Leben
Maunsell war das dritte von sechs Kindern von Reverend Daniel Henry Maunsell und dessen Ehefrau Louisa Jane Richardson sowie ein älterer Bruder von General John Richardson Maunsell. Er selbst absolvierte nach dem Besuch der King Edward’s School in Birmingham sowie des Grosvenor College in Bath eine militärische Ausbildung am Addiscombe Military Seminary. Nach Abschluss der Ausbildung nahm er von April 1848 bis März 1849 am Zweiten Sikh-Krieg zwischen dem letzten souveränen indischen Staat Punjab und der Britischen Ostindien-Kompanie teil, der mit einer Niederlage des Punjabs endete. Dadurch wurde das Reich der Sikh des Punjabs dem Britischen Weltreich angegliedert. Später nahm er als Offizier am Indischen Aufstand von 1857 sowie den Kämpfen im ehemaligen Fürstenstaat Avadh teil. Zeitweise war er Aide-de-camp des Vizekönigs von Indien und wurde am 22. Juni 1897 zum Knight Commander des Order of the Bath (KCB) geschlagen, wodurch er das Prädikat „Sir“ führte. Er war zudem Colonel des 1st King George’s Own Sappers and Miners sowie General der Royal Engineers. 
Aus seiner 1862 geschlossenen Ehe mit Maria Alexandrina Veléz († 1883) gingen sieben Kinder hervor, darunter Brigadier-General Frederick Guy Maunsell (1864–1929).